# Kutchins
Els kutchin o Gwich'in són una tribu índia na-dené, també anomenada loucheux, però ells s'anomenen taht "poble". És donat com a nom col·lectiu a diverses tribus distintes que els experts no saben com classificar.

## Localització
Es dividien en nou o 10 bandes locals, localitzades així:
- A Alaska
  - Dihai o Kwitcha-kutchin, a la zona costanera del Mackenzie i Anderson.
  - Kutcha-kutchin, ("gent que està en contra"), a la confluència del Yukon i el Porcupine.
  - Natsit o Natche-kutchin, del riu Porcupine a les muntanyes Romanoff.
  - Tennuth o Tana-kutchin ("gent de les muntanyes"), a la zona més septentrional del Yukon.
  - Tranjik, Arteokutchin o Tehanin-kutchin, a l'alt Yukon, vora la costa del Pacífic.
  - Vunta o Vaenkutchin ("gent dels llacs"), també anomenats Rat Indians, a l'est dels Natsit.
- A Canadà
  - Tatlit o Tehtlet Kutchin, al riu Peel.
  - Nakotcho o Nakotco-ondjog-kutchin, al Mackenzie
  - Takkuth, Tuk-kutk-kutchin o Dakase ("guenyos"), a les fonts dels Porcupine.

Alguns consideraven als koyukon, khotana, Han i tutchone com a membres de la tribu kutchin.

## Demografia
Vivien als marges dels rius Yukon i Peel, entre Alaska i territori de Yukon.
El 1970 eren 1.100 individus. El 1990 hi havia 2.600 individus, dels quals 1.500 encara parlaven la seva llengua.
A Alaska, segons dades de la BIA del 1995, eren 1.052 a les viles d'Arctic Village (95 h) dels neetsai, Birch Creek (40 h) dels dendu, eagle (29 h) dels han kutchin, Venetie (185 h), Stevens (98 h), Fort Yukon (518 h) i Chalkyitsik (87 h).
Segons dades del cens canadenc del 2001, hi havia 5.981 individus a les reserves:
- Als Territoris del Nord-oest, hi ha 2.590 individus a Aklavik (414 h), Gwichya Gwich'in (395 h), Fort McPherson (1.301 h) i Inuvik (480 h).
- A Yukon, hi ha 3.391 individus a Champagne-Aishihik (571 h), Tr'ondëk Hwëch'in (665 h), Kluane (135 h), Nacho Nyak Dun (462 h), Vuntut Gwitchin (503 h), Selkirk (497 h) i Little Salmon-Carmacks (558 h).

## Costums
Vivien a la zona fronterera del bosc de coníferes amb la tundra i tenen una inusual organització social; dividien cada banda o tribu en tres castes exogàmiques o subgrups, però no coneixien rangles o status heretables. Els homes esdevenien capitostos mitjançant una demostració de lideratge o de poder. Eren bel·licosos i no tenien pietat pels enemics, fossin homes, dones o nens. Mai no prenien esclaus ni presoners. Els homes eren guerrers, pescadors i caçadors de caribú, alce, xais salvatges, dents, ossos i d'altres mamífers amb arc i fletxes fins al 1870. També pescaven salmons i arengades amb arpons, xarxes, hams i embassaments. Les dones restaven relegades durant tot el dia a les tasques domèstiques i eren excloses de les preses de decisió. Els vells i els incapaços de valdre's per si mateixos eren generalment exposats a morir En molts aspectes recollien influències inuit, amb els quals comerciaven i lluitaven. D'ells copiaren l'elaboració de roba amb pèl de caribú (més clarament, les mitenes i caputxes esquimals), diverses armes de cacera i el trineu. També prengueren molts costums dels indis del sud i est, com pintar llurs cares i pells, dur plomes al cap i decorar les robes amb comptes i flocs. Llurs cases eren quelcom únic: cabanes cupulades de pals i branques d'avet o de pi terraplenades amb neu a l'hivern i ventilades amb un forat per al fum al sostre. Hom sap poc de llur religió. Adoraven els festins, la lluita com a joc, les cançons i les danses. També creien en els homes-arbust que vivien al bosc i es menjaven a la gent. Eren coneixedors de les propietats de les plantes del seu entorn.

## Llengua
La llengua Kutchi pertany a la família lingüística atabascana i és parlada pels Kutchins del Canadà com pels Natius d'Alaska dels Estats Units. També es coneix en publicacions antigues o específiques de dialectes com Kutchin, Takudh, Tukudh o Loucheux.

## Història
El 1789 foren visitats per Alexander Mackenzie, i el 1821 el seu territori restà en mans de la North West Company. El 1847 iniciaren el comerç amb Fort Yukon, al riu Porcupine, de pells de castor i de caribú a canvi de cloïsses dentades. Més tard construïren el post comercial de Fort Good Hope. El 1862 el p. Emile Petiot va establir una missió catòlica entre ells, mentre que W.W. Kirby en va establir una d'episcopaliana.
El 1896 es trobà or al Klondike i s'inicia la colonització blanca al seu territori, amb l'alcohol, malalties i aculturació.
El membre més destacat de la tribu és l'escriptora Velma Wallis.